# Björn Cederberg (författare)
Björn Cederberg, egentligen Konrad Gustaf, född den 9 maj 1860 i Stockholm, död där den 22 april 1909, var en svensk journalist och författare. Han använde tidvis signaturen B. C.. 

## Biografi
Cederberg arbetade som journalist, till en början på Budkafveln Tidning för Alla 1883-1884 och medarbetade därefter på olika tidningar. Han publicerade även ett flertal lättare skönlitterära alster i bokform.

## Bibliografi

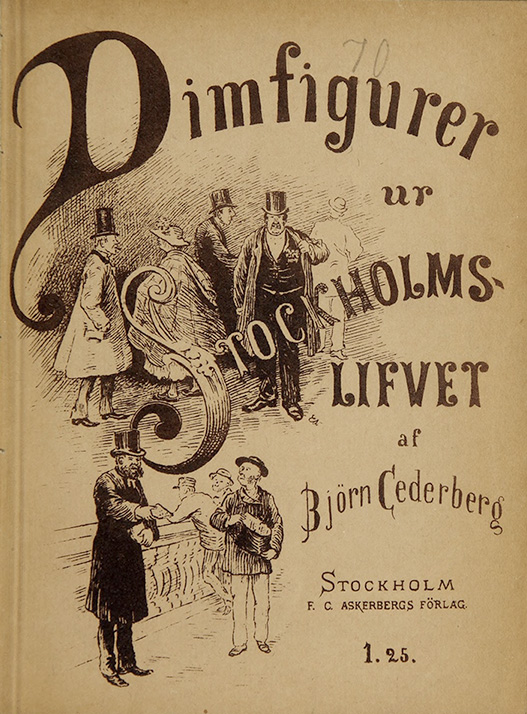
Omslag till Dimfigurer ur Stockholmslivet (1887).